# مجال تمويه الواقع

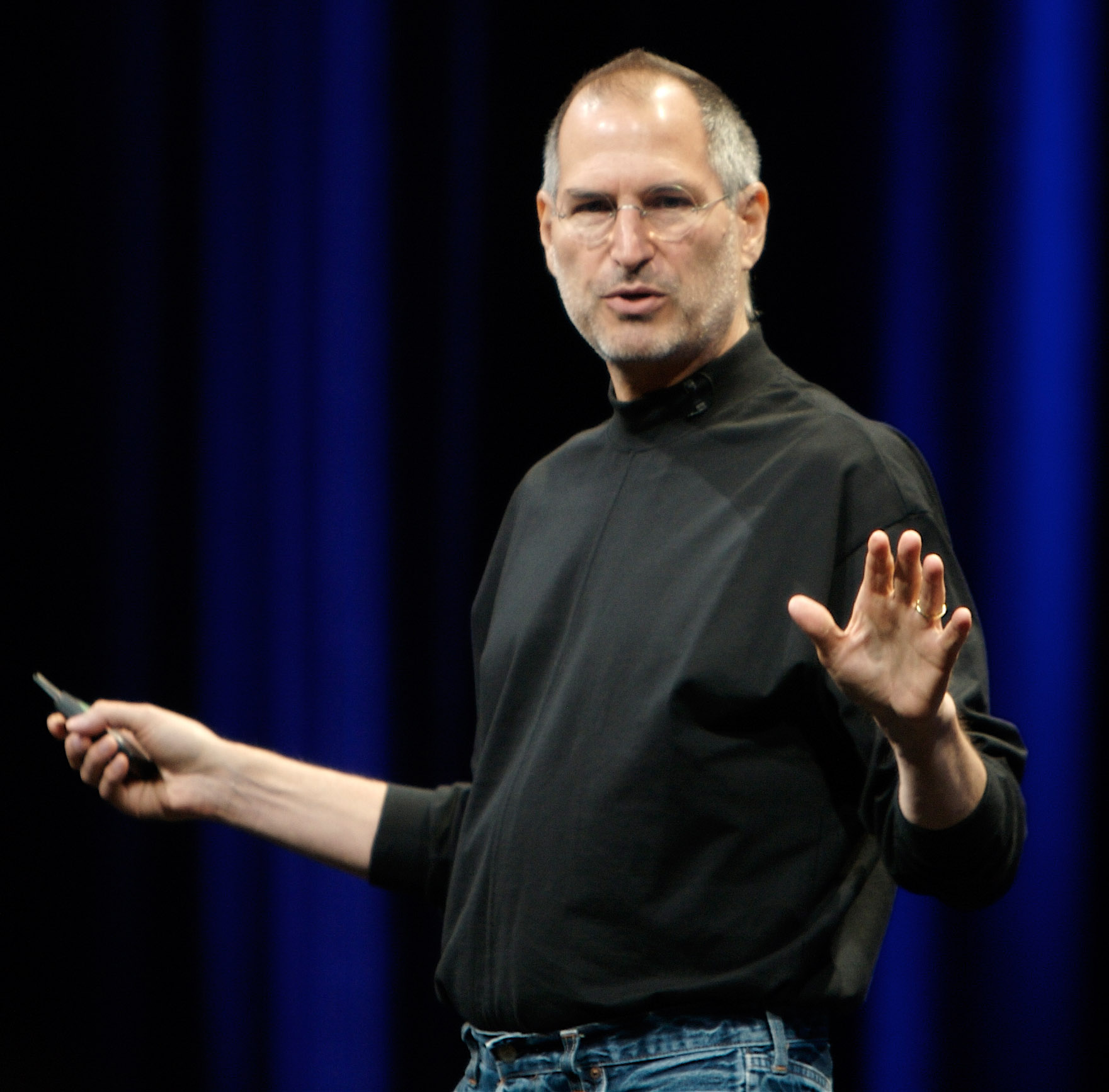

مجال تشويه الواقع (بالإنجليزية: Reality distortion field (RDF)) هو مصطلح تمت صياغته بواسطة باد تريبل في شركة أبل للكمبيوتر عام 1981 واصفا سيطرة شخصية ستيف جوبز، وتأثيرها على العاملين في مشروع ماكنتوش. يقول باد تريبل أن المصطلح أُوحيَ إليه من سلسلة الخيال العلمي ستار تريك والذي تم استخدامه لوصف كيف استطاع الفضائيون إنشاء عالمهم الجديد من خلال قوتهم العقلية.

## الوصف والاستخدام
أستخدمت العبارة بواسطة أندي هيرتيزفيلد تعبيرا عن قدرة ستيف جوبز في إقناع نفسه والأخرين بالإيمان بأي شيء تقريبا بخليط من السحر والجاذبية والشجاعة والمبالغة ونوع من التسويق والإسترضاء.
أستخدمت العبارة  لتشويه إحساس الجمهور بمقاييسه وتقديراته، ولجعلهم يؤمنون بأن كل ما بدأ العمل فيه ممكن إنجازه. استطاع جوبز من خلال مجال تمويه الواقع الإستيلاء على بعض أفكار الأخرين ونسبها لفكره، وكان أحيانا ينسب الفكرة لصاحبها الأصلي بعد إنكاره ذلك خلال فترة قصيرة.
وقد أُستخدم ذلك المصطلح من قبل منافسي أبل كوسيلة نقد، حيث عنون جيم بالسيلي وهو عضو مؤسس في بلاك بيري أحد مقالاته قائلا «إلى هؤلاء الذين يعيشون خارج مجال أبل لتمويه الواقع».
في الجزء الثالث من كتاب السيرة الذاتية لستيف جوبز المنشور عام 2011، صرح الكاتب والتر إيزاكسون أنه في عام 1972، خلال دراسة جوبز في جامعة ريد، قد علمه روبرت فريدلاند كيف يستخدم مجال تمويه الواقع.
انتشر المصطلح بين قادة كثيرين كوسيلة إقناع للموظفين ليصبحوا أكثر شغفا بتنفيذ أعمالهم ومشاريعهم بدون النظر إلى القوى المنافسة في السوق.
استطاعت شخصيات أخرى وصف شخصيتها كمجال لتمويه الواقع، مثل بيل كلينتون، أو بطل الشطرنج التاريخي بوبي فيشر الذي قيل عنه أنه يمتلك هالة تحيط به تشوش على تفكير منافسيه.